# Deutsches Institut für Normung
 For alternative betydninger, se DIN.
Deutsches Institut für Normung (forkortet DIN) er en privat organisation som er en nonprofit sammenslutning af 1745 medlemmer fra forskellige brancher som industri, håndværk, handel, videnskab og tjenester. Mere end 26278 eksperter fra de berørte parter arbejder for DIN, der er det officielle tyske standardiseringsorgan. De fleste DIN-standarder er i dag blevet erstattet af tilsvarende eller sammenskrevet med EN-normer eller ISO.

## Typer af standarder
- DIN - tysk national standard
- ISO - international standard
- DIN ISO - tyske udgave af en uændret ISO-standard
- EN - europæisk standard
- DIN EN - tyske udgave af en europæisk standard
- EN ISO - europæiske udgave af en uændret ISO-standard
- DIN EN ISO - tyske udgave af en EN ISO-standard

## DIN standarder
Udvalgte eksempler på DIN-standarder
| - DIN 1 - DIN 7 - DIN 93 - DIN 94 - DIN 125 - DIN 126 - DIN 127 - DIN 128 - DIN 137 - DIN 186 | - DIN 315 - DIN 432 - DIN 433 - DIN 436 - DIN 439 - DIN 471 - DIN 472 - DIN 555 - DIN 557 - DIN 571 | - DIN 580 - DIN 582 - DIN 601 - DIN 603 - DIN 912 - DIN 928 - DIN 929 - DIN 931 - DIN 933 - Din 934 | - DIN 935 - DIN 960 - DIN 961 - DIN 975 - DIN 980 - DIN 982 - Din 985 - DIN 986 - DIN 988 - DIN 1440 | - DIN 1471 - DIN 1472 - DIN 1473 - DIN 1474 - DIN 1475 - DIN 1476 - DIN 1481 - DIN 1587 - DIN 2093 - DIN 3570 | - DIN 6325 - DIN 6798 - DIN 6799 - DIN 6912 - DIN 6914 - DIN 6915 - DIN 6916 - DIN 6921 - DIN 6923 - DIN 7967 | - DIN 7980 - DIN 7984 - DIN 7989 - DIN 7991 - DIN 9021 - DIN 74361 |